# Нікольський Борис Васильович
Борис Васильович Нікольський (1 травня 1937, місто Москва, тепер Російська Федерація — 19 грудня 2007, місто Москва) — радянський і російський державний діяч, 2-й секретар ЦК КП Грузії, 1-й заступник прем'єр-міністра уряду міста Москви. Кандидат у члени ЦК КПРС у 1986—1990 роках. Депутат Верховної ради РРФСР. Депутат Верховної Ради СРСР 11-го скликання. Народний депутат СРСР (1989—1991). Член Ради Федерації Російської Федерації (2002—2003).

## Життєпис
У 1959 році закінчив Московський інститут механізації та електрифікації сільського господарства.
У 1959—1965 роках — помічник майстра, майстер, старший майстер, заступник начальника експериментального цеху, начальник технічного відділу, головний інженер машинобудівного заводу дослідних конструкцій Всесоюзного науково-дослідного інституту механізації сільського господарства в Москві.
Член КПРС з 1963 року.
У 1965—1968 роках — секретар партійного комітету Всесоюзного науково-дослідного інституту механізації сільського господарства.
У 1968—1972 роках — секретар Ждановського районного комітету КПРС міста Москви.
У 1972 закінчив заочну Вищу партійну школу при ЦК КПРС.
У 1972—1973 роках — голова виконавчого комітету Ждановської районної ради депутатів трудящих міста Москви.
У 1973—1976 роках — 1-й секретар Ждановського районного комітету КПРС міста Москви.
10 серпня 1976 — 15 грудня 1981 року — заступник голови виконавчого комітету Московської міської ради народних депутатів.
9 грудня 1981 — 18 січня 1984 року — секретар Московського міського комітету КПРС.
6 січня 1984 — 17 червня 1989 року — 2-й секретар ЦК КП Грузії.
У 1989—1990 роках — 1-й заступник голови Московської державної планової комісії Московської міської ради народних депутатів.
У 1990—1991 роках — 1-й заступник голови Московського будівельного комітету (Мосбудкомітету).
У 1991—1992 роках — заступник прем'єр-міністра уряду міста Москви, керівник комплексу міської інфраструктури.
У 1992—2002 роках — 1-й заступник прем'єр-міністра (голови) уряду міста Москви, керівник комплексу міського господарства. Одночасно у 1994 році був міністром уряду «Республіки Крим» Мєшкова. У квітні 2001 року призначений представником уряду Москви в раді директорів ВАТ «Мосенерго».
У січні 2002 року призначений представником в Раді Федерації Федеральних Зборів РФ від уряду Москви. З січня 2002 року — член комітету Ради Федерації із бюджету, з квітня 2002 року — член комісії Ради Федерації з природних монополій. Склав повноваження в грудні 2003 року в зв'язку із закінченням терміну.
Помер 19 грудня 2007 року. Похований в Москві на Троєкуровському цвинтарі.

## Нагороди і звання
- два ордени Трудового Червоного Прапора
- орден «Знак Пошани»
- орден Дружби народів
- орден «За особисту мужність»
- орден «За заслуги перед Вітчизною» ІІІ ст. (Російська Федерація) (1997)
- медалі
- Лауреат Державної премії Російської Федерації в галузі науки і техніки (1998)
- Заслужений енергетик Російської Федерації (1995)
- Почесний будівельник Росії